# Jayne Eastwood
Pour les articles homonymes, voir Eastwood.
Jayne Eastwood est une actrice canadienne née le 17 décembre 1946 à Toronto.

## Filmographie

### Cinéma
- 1975 : My Pleasure Is My Business de Al Waxman : Isabella
- 1977 : One Man de Robin Spry : Alicia Brady
- 1978 : Tomorrow Never Comes de Peter Collinson : Une fille du bar
- 1978 : Drying Up the Streets de Robin Spry : Sheila
- 1983 : Vidéodrome (videodrome) de David Cronenberg : la visiteuse
- 1984 : When We First Met (téléfilm) de Paul Saltzman
- 1984 : Cash-Cash de Richard Lester : Anna-Marie Biddlecoff
- 1985 : Left Out de Jim Purdy
- 1985 : Les Bisounours, le film (The Care Bears Movie) de Arna Selznick : divers personnages (voix)
- 1985 : Anne... la maison aux pignons verts de Kevin Sullivan : Mrs. Hammond
- 1987 : The Kidnapping of Baby John Doe (téléfilm) de Peter Gerretsen : Joan
- 1987 : Shades of Love: Indigo Autumn (téléfilm) de Stuart Gillard : Louise
- 1987 : Really Weird Tales (téléfilm) de John Blanchard, Paul Lynch et Don McBrearty : la mère supérieure
- 1987 : Love at Stake de John Moffitt : Annabelle Porter
- 1987 : Night Friend de Peter Gerretsen : Rita
- 1987 : Nowhere to Hide de Mario Azzopardi : Jean Bollinger
- 1988 : Candy Mountain de Robert Frank et Rudy Wurlitzer : Lucille
- 1988 : Le Choix tragique (God Bless the Child) (téléfilm) de Larry Elikann : Mrs. Prentice
- 1988 : Manœuvre hostile (Hostile Takeover) de George Mihalka : Joan Talmage
- 1989 : Cold Comfort de Vic Sarin : Mrs. Brockel
- 1989 : Straight Line de George Mihalka : Audrey Casper
- 1990 : Stella de John Erman : une infirmière
- 1994 : The Circle Game de Brigitte Berman : Marie
- 1995 : Super Noël (The Santa Clause, titre québécois Sur les traces du père Noël) de John Pasquin : Judy la serveuse
- 1996 : Joe's Wedding de Michael Kennedy : Agatha Rankin
- 1997 : C'est ça l'amour ? (That Old Feeling, titre québécois Quand l'amour renaît) de Carl Reiner : Tante Iris
- 1999 : Résurrection (Resurrection) de Russell Mulcahy : Dolores Koontz
- 2000 : En toute complicité (Where the Money Is, titre québécois Où est le fric ?) de Marek Kanievska : Connie
- 2002 : Mariage à la grecque (My Big Fat Greek Wedding, titre québécois Le Mariage grec) de Joel Zwick : Mrs. White
- 2002 : Duct Tape Forever de Eric Till
- 2002 : Chicago de Rob Marshall : Mrs. Borusewicz
- 2003 : L'École de la vie (How to Deal) de Clare Kilner : Mrs. Toussaint
- 2003 : Snow on the Skeleton Key de Zachary Derhodge : Granny Dowd
- 2003 : Public Domain de Kris Lefcoe :
- 2004 : Bienvenue à Mooseport (Welcome to Mooseport) de Donald Petrie : Lucy Decker
- 2004 : L'Armée des morts (Dawn of the Dead, titre québécois L'Aube des morts) de Zack Snyder : Norma
- 2004 : Moss de Zachary Derhodge : Ramona Coogan
- 2004 : Raymond Radcliffe de Greg Denny : Edie Chisholm
- 2006 : Snow Cake de Marc Evans : Ellen
- 2006 : Skinheads de Michael Vass : Mère (court métrage)
- 2006 : Find de Tara Samuel : Ma'am
- 2006 : Monkey Warfare de Reginald Harkema : une dame du concessionnaire automobile
- 2007 : You Kill Me de John Dahl : Kathleen Fitzgerald
- 2007 : Hairspray de Adam Shankman : Miss Wimsey
- 2008 : Real Time de Randall Cole : Grandma
- 2008 : The Echo de Yam Laranas : Lucille Jiminez
- 2008 : Coopers' Camera de Warren P. Sonoda : Nana Gert
- 2009 : St. Roz de Gregory Sheppard : Mrs. P
- 2011 : Jesus Henry Christ de Dennis Lee  (post-production) : Mrs. Bolkowski
- 2017 : The Space Between : Luella
- 2023 : Mariage à la grecque 3  de Nia Vardalos : Mrs. White

### Télévision

#### Téléfilms
- 1974 : Back to Beulah de Eric Till
- 1974 : Deedee de Donald Shebib
- 1977 : The World of Darkness de Jerry London : Helen
- 1984 : When We First Met : Amelia
- 1985 : Le bonheur au bout du chemin (Anne of Green Gables) de Kevin Sullivan : Mme Hammond
- 1987 : L'Emprise du mal (Echoes in the Darkness) de Glenn Jordan : Betty Vannort
- 1987 : Le Bonheur au bout du chemin 2 (Anne of Green Gables: The Sequel) de Kevin Sullivan : Mme Hammond
- 1987 : Really Weird Tales : Mère Supérieur
- 1987 : The Kidnapping of Baby John Doe : Joan
- 1988 : Shades of Love: Indigo Autumn : Louise
- 1988 : God Bless the Child : Mme Prentice
- 1988 : Drop-Out Mother de Charles S. Dubin : Blanche
- 1988 : Once Upon a Giant de Trevor Evans : Diabolica, la méchante sorcière
- 1989 : Andrea Martin... Together Again de Marsha Martin : Marsha Martin
- 1989 : On a tué mes enfants (Small Sacrifices) de David Greene : Evelyn Slaven
- 1990 : Back to the Beanstalk de Burt Metcalfe : mère de Jack
- 1992 : Partners 'n Love de Eugene Levy : Heddy Taylor
- 1993 : Le Fantôme de ma mère (Ghost Mom) de Dave Thomas : Pearl
- 1994 : Femmes en prison (Against Their Will: Women in Prison de Karen Arthur : Marge
- 1995 : Harrison Bergeron de Bruce Pittman : Mme Newbound
- 1996 : Devil's Food de George Kaczender : Margaret
- 1996 : Abus d'influence (Undue Influence) de Bruce Pittman : Mme Miller
- 1996 : Dangerous Offender: The Marlene Moore Story de Holly Dale : Mme Moore
- 1996 : Le Mensonge de Noël (Christmas in My Hometown) de Jerry London : Margie
- 1998 : Noddy: Anything Can Happen at Christmas : Tante Agatha
- 1999 : La Douleur du passé (Deep in My Heart) de Anita W. Addison : Mme Marsdon
- 1999 : Partie truquée (Mind Prey) de D. J. Caruso : Roux, chef de la police
- 1999 : La Mélodie de Noël (A Holiday Romance) de Bobby Roth : Margie
- 2001 : Club Land de Saul Rubinek : infirmière Doris
- 2001 : Sur les traces de Littleflower (The Wandering Soul Murders) de Brad Turner : Beth Mirasty
- 2001 : Les Liens du cœur (What Makes a Family) de Maggie Greenwald : juge Shales
- 2001 : Judy Garland, la vie d'une étoile (Life with Judy Garland: Me and My Shadows) de Robert Allan Ackerman : Lottie
- 2002 : Just a Walk in the Park (téléfilm) de Steven Schachter
- 2002 : The Man Who Saved Christmas de Sturla Gunnarsson : Mme Gilbert
- 2003 : In the Family : Alice / Donna Ingram
- 2004 : Un rêve à l'épreuve (Brave New Girl) de Bobby Roth : Dee
- 2004 : Hustle de Peter Bogdanovich : Marge Schott
- 2004 : La Frontière de l'infidélité (Suburban Madness) de Robert Dornhelm : Sheila
- 2005 : Mariés, huit enfants (I Do, They Don't) de Steven Robman : Thelma
- 2005 : Riding the Bus with My Sister de Anjelica Huston : Estella
- 2005 : Wayside School de Riccardo Durante : Miss Mush
- 2006 : Relative Chaos de Steven Robman : Carol Gilbert
- 2006 : Lueur d'amour (Candles on Bay Street) de John Erman : Sarah
- 2006 : The Great Polar Bear Adventure de Robert Cohen : Hillary (voix)
- 2006 : Un mariage malgré tout ! (Wedding Wars) de Jim Fall : Wanda Grandy
- 2007 : Des amours de sœurcières 2 (Twitches Too) de Stuart Gillard : Mme Norseng
- 2007 : Roxy Hunter and the Mystery of the Moody Ghost de Eleanor Lindo : Crabtree
- 2008 : Roxy Hunter and the Myth of the Mermaid de Eleanor Lindo : Mable Crabtree
- 2008 : Le Bonheur au bout du chemin 3 (Anne of Green Gables: The Continuing Story) de Kevin Sullivan : Mme Hammond
- 2009 : Mystère au Grand Nord (Northern Lights) de Mike Robe : Mayor Hopp
- 2009 : Un orage de printemps (The National Tree) de Graeme Campbell : Lana
- 2009 : De l'espoir pour Noël (The Christmas Hope) de Norma Bailey : Charlotte
- 2010 : Harriet the Spy: Blog Wars de Ron Oliver : Mme Elson
- 2011 : Silent Witness : Sara Croft
- 2011 : Les 12 Noël de Kate (12 Dates of Christmas) : Margine Frumkin
- 2014 : Un Père Noël pas comme les autres (Christmas at Cartwright's) de Graeme Campbell : Mme Rositani
- 2015 : Le renne des neiges (Last Chance for Christmas) de Gary Yates : Mme Claus
- 2016 : Ma nounou est un homme (All Yours) de Monika Mitchell : Vivian, la mère
- 2016 : Bruno & Boots: Go Jump in the Pool : Mme Davis
- 2016 : The Rocky Horror Picture Show: Let's Do the Time Warp Again : la gouvernante
- 2016 : Terrific Trucks Save Christmas : Mme Tuttle
- 2017 : Bruno & Boots: This Can't Be Happening at Macdonald Hall : Mme Davis
- 2019 : Christmas Unleashed : Gram Jean
- 2020 : Un hôtel pour deux à Noël (Inn for Christmas) de Jesse D. Ikeman : Gram
- 2020 : The Santa Squad : Connie
- 2020 : Heart of the Holidays : Val

#### Séries télévisées
- 1976 : Ada : Leslie
- 1976 / 1977 : Second City Television (saison 1, épisodes 2 & 6) : femme du Général / femme du fermier
- 1978 : High Hopes : Louise Bates
- 1979-1980 : King of Kensington : Gwen Twining
- 1981-1982 : Le Vagabond (The Littlest Hobo) (saison 3, épisodes 8 & 18) : Felicity Patelli
- 1981-1982 : Hangin' In (épisodes 1x10, 2x04 & 3x10) : Audrey / Mme Costello
- 1984 : SCTV Channel (saison 1, épisodes 11 & 15) : femme de Tony / Greta Kubler Cooke
- 1985 : Check It Out (saison 1, épisode 8) : Margie
- 1985-1987 : Brigade de nuit (différents rôles) : Mme Campbell / Mme Morrow / Joan Shore / Mme Varrow / Irene Kozak
- 1985 / 1990 : Ray Bradbury présente (épisodes 1x01 / 4x09) : Mme Braling / Elmira Brown
- 1986 : Seeing Things (saison 5, épisode 1) : Rita
- 1988 : Un duo explosif (saison 1, épisode 9) : Mme Mowby
- 1988 : Ramona : Mme Whaley
- 1990 : Vendredi 13 (saison 3, épisode 16) : Joni
- 1990 : War of the Worlds (saison 2, épisode 15) : Grace
- 1990 : Wish You Were Here (saison 1, épisode 2) : Stella
- 1990-1992 : Material World : Bernice
- 1991 : E.N.G. reporters de choc (saison 3, épisode 3) : Docteur
- 1993 : Secret Service (saison 1, épisode 12) : Hillary
- 1993 : Schemer Presents! (mini-série - épisode 10) : Jayne
- 1993 : Shining Time Station (saison 3, épisode 12) : Doris 'Helga' Boonswaddle
- 1994 : Street Legal (en) (saison 8, épisodes 19 & 20) : Détective Jane Stemp
- 1995-1996 : Side Effects (saison 2, épisodes 3 & 12) : Happy Hartwell
- 1996 : Chair de poule : femme en ligne
- 1997 : Riverdale : Gloria
- 1998 : Twitch City (saison 1, épisode 3) : mère de Nathan
- 1998 : Les repentis (saison 1, épisode 18) : Miss Finchley
- 2000 : Nikita (saison 4, épisode 16) : Selma Hertz
- 2000 : Code: Eternity (saison 1, épisode 20) : Lucy
- 2000 : Exhibit A: Secrets of Forensic Science (saison 4, épisode 6) : Deidre Porchev
- 2000 / 2001 : Destins croisés (épisodes 1x17 / 2x17) : Emma Price / Lulu
- 2001 : Made in Canada (saison 3, épisode 9) : Miss Barnes
- 2001 : Screech Owls (saison 1, épisode 7) : Mme Dunlap
- 2002 : Braquage au féminin (mini-série) : Audrey
- 2003 : My Big Fat Greek Life : Mme. White
- 2003 : Méthode Zoé (saison 1, épisodes 1, 3, 7 & 8) : Jeannie
- 2003 : Slings and Arrows (saison 1, épisode 6) : propriétaire
- 2004 : Sue Thomas, l'œil du FBI (saison 2, épisode 19) : Janice
- 2004 : Degrassi : La Nouvelle Génération (saison 4, épisode 9) : Mme Cameron
- 2004-2005 : Train 48 : Bridget
- 2005-2006 : This Is Wonderland : Ronnie Sacks
- 2006-2008 : Billable Hours : Maxine Bingly
- 2008-2011 : La Petite Mosquée dans la prairie : Mme Wispinski
- 2009 : The Ron James Show (saison 1, épisode 4) : mère de Steve
- 2010 : Living in Your Car (saison 1, épisodes 8 & 13) : Lola
- 2011 : Lost Girl (saison 2, épisode 5) : Velma
- 2012 : King (saison 2, épisode 7 & 13) : Margie Reynolds
- 2013 : Bomb Girls (saison 2, épisode 4) : Ellie
- 2013 : Dino Dan: Trek's Adventures (épisodes 1x03, 1x06 & 2x03) : Grand-mère
- 2013-2015 : Haven : Gloria Verrano
- 2014 : Mr. D (saison 3, épisode 3) : Doris
- 2014 : Working the Engels (saison 1, épisode 8) : Delores Martino
- 2014 : Touring T.O. : Chasseur de fantômes
- 2014-2017 : Annedroids : grand-mère de Shania
- 2015 : Beauty and the Beast (saison 3, épisode 7) : Sandy
- 2016 : Private Eyes (saison 1, épisode 3) : Animal Rescue Woman
- 2017-2019 : Dino Dana : Mme Currie
- 2017 : Workin' Moms (saison 1, épisode 1) : Mme Sheffield
- 2017 : Orphan Black (saison 5, épisode 3) : Nona Walker
- 2017 : Les Enquêtes de Murdoch (saison 11, épisode 4) : Mary Baker Eddy
- 2018 : The Writers' Block (saison 2, épisode 8) : Sherri
- 2018 : Imposters (saison 2, épisode 6) : Pamela Greiner
- 2018 : Star Falls (saison 1, épisode 18) : Granny King
- 2018 : Bajillionaires (saison 1, épisode 13) : Elora
- 2019 : First Person : Maria
- 2020 : Endlings (saison 1, épisode 12) : Travailleur social pour Johnny
- 2020 : Hey Lady! : Lady
- 2020 : Lockdown (mini-série) : Mme Eastwood

### Vidéofilm
- 1986 : My Pet Monster (vidéofilm) de Timothy Bond : Mrs. Smith
- 2004 : Care Bears: Forever Friends (vidéofilm) : ourse Funshine
- 2014 : Beethoven et le Trésor des pirates (Beethoven's Treasure) de Ron Oliver : Grace O'Malley